# Nemcovce, Prešov
Nemcovce este o comună slovacă, aflată în districtul Prešov din regiunea Prešov. Localitatea se află la altitudinea de 304 m deasupra n.m., se întinde pe o suprafață de 5,74 km2 și în 2017 număra 476 de locuitori.

## Istoric
Localitatea Nemcovce este atestată documentar din 1364.

## Demografie
| An:                | 1994 | 2004    | 2014   | 2024   |
| ------------------ | ---- | ------- | ------ | ------ |
| Număr de persoane: | 408  | 451     | 479    | 478    |
| Diferență:         |      | +10,53% | +6,20% | −0,20% |

| An:                | 2023 | 2024   |
| ------------------ | ---- | ------ |
| Număr de persoane: | 481  | 478    |
| Diferență:         |      | −0,62% |